# Beniarjó
Beniarjó es un municipio de la Comunidad Valenciana, España. Perteneciente a la provincia de Valencia, en la comarca de la Safor. Cuenta con una población de 1907 habitantes (INE 2024).

## Geografía
Situado en la Safor, en la margen derecha del río Serpis, cerca de su confluencia con el Vernisa. La superficie del término es completamente llana. El río Serpis atraviesa el término de sur a norte y su afluente el Vernisa, pasa de oeste a norte.
El clima es mediterráneo; el viento más frecuente es el poniente; las lluvias las produce el viento de levante, generalmente en primavera y otoño. 
Desde Valencia, se accede a esta localidad a través de la N-332 para enlazar con la CV-680.

### Localidades limítrofes
El término municipal de Beniarjó limita con las siguientes localidades:
Almoines, Bellreguart, Beniflá, Fuente Encarroz, Palma de Gandía, Rafelcofer y Real de Gandía, todas ellas de la provincia de Valencia. Cuenta con una población de 1907 habitantes (INE 2024).

## Historia
Tuvo su origen en una alquería andalusí que dependía del castillo de Bairén. En el siglo XII aparece documentada como Benizerjó. Jaime I la dio el 1247 a Román Castellà, pasando posteriormente a ser propiedad de la familia March y por lo tanto integrarse en el ducado de Gandía. El más famoso poeta en Lengua valenciana es Ausiàs March, natural de aquí, aunque los gandienses se disputan el honor, logró del rey Alfonso el Magnánimo la concesión del mero y mixto imperio y la plena jurisdicción criminal, privilegio que había obtenido con anterioridad Pere March, padre del poeta. Su primitiva parroquia, con culto a San Marcos, dependía de Gandía, el 1535 se independizó junto con Almoines (separada el 1574) y Pardines que permanecieron como anexas. Hasta el momento de la expulsión (1609), en qué había 160 familias, fue lugar de moriscos. En la época del cultivo de la caña de azúcar, Beniarjó fue un centro importante. El palacio de los March pasó posteriormente a la casa de Medinaceli, que lo desmanteló y vendió sus materiales. Por otra parte, la capilla de San Marcos, que tras la erección de la nueva iglesia dedicada a San Juan Bautista había quedado como ermita anexa al palacio señorial, ha sido destruida en época reciente.

## Demografía
Beniarjó cuenta con una población de 1907 habitantes (INE 2024).
| Gráfica de evolución demográfica de Beniarjó entre 1842 y 2021                                                      |
| |
| Población de derecho según los censos de población del INE Población de hecho según los censos de población del INE |

## Economía
La totalidad de los cultivos son de regadío, aprovechando las aguas del río Serpis, que se distribuyen a través de la Acequia Comuna de Gandía y de la acequia de March. Se cultiva principalmente naranjos, hortalizas y árboles frutales.
Las actividades industriales se derivan de la agricultura.
La llegada del ferrocarril Alcoy-Gandía en 1893 supuso una importante mejora de sus comunicaciones.

## Administración y política
| Periodo   | Nombre | Partido             |
| --------- | --- | ------------------- |
| 1979-1983 | Salvador Lorente Villacampa                                                                                    | Independiente       |
| 1983-1987 | Miguel Llinares Coll                                                                                           | PSPV-PSOE           |
| 1987-1991 | Miguel Llinares Coll                                                                                           | PSPV-PSOE           |
| 1991-1995 | Miguel Llinares Coll                                                                                           | PSPV-PSOE           |
| 1995-1999 | Salvador Enguix Morant                                                                                         | PP                  |
| 1999-2003 | Salvador Enguix Morant                                                                                         | PP                  |
| 2003-2007 | Salvador Enguix Morant                                                                                         | PP                  |
| 2007-2011 | Salvador Enguix Morant                                                                                         | PP                  |
| 2011-2015 | Salvador Enguix Morant                                                                                         | PP                  |
| 2015-2019 | Juan Víctor Escrivà Morant (hasta el 14 de junio de 2017) Marc Estruch i Morant (desde el 17 de junio de 2017) | PSPV-PSOE Compromís |
| 2019-2023 | Eva Maria Llinares Martínez                                                                                    | PSOE                |
| 2023-act. | Eva Maria Llinares Martínez                                                                                    | PSOE                |

## Patrimonio
- Iglesia parroquial. Está dedicada a San Juan Bautista.

La antigua iglesia quedó como ermita anexa al palacio señorial.
- Ruta de los Monasterios de Valencia. Beniarjó se encuentra enclavado dentro del itinerario de esta ruta monumental inaugurada en 2008, que discurre por la localidad.
- Vía verde del Serpis. Vía verde por el antiguo trazado del ferrocarril Alcoy-Gandía construido en 1892, a su paso por Beniarjó.

## Fiestas locales
- Fiestas Mayores. Por orden:

Las fiestas patronales se celebran cada 25 de abril en honor a san Marcos, donde cabe destacar su "Premi de Poesia Senyoriu d'Ausiàs March", el "ball de la bandera" y "les caixes de Sant Marc". En estas fiestas el cura de la parroquia bendice el pueblo.
En segundo lugar, como en varios municipios también se celebran las fiestas a la Virgen de los Desamparados, el tercer domingo de mayo. En estas fechas tan señaladas se oye a una mujer mayor, muy querida en el pueblo (Mari Luz), gritar a los cuatro vientos: "Valencians, tots a una veu. Visca la Mare de Déu!". Quedando demostrada la pasión por la Virgen.
Se celebra una bonita procesión el día del Corpus Christi con danzas y personajes bíblicos típicos de las procesiones valencianas del Corpus.
El siguiente fin de semana al Corpus Christi, un grupo de mujeres entregadas se encargan de organizar las fiestas de "El corazón de Jesús".
Cada tercer fin de semana del mes de septiembre se celebran las fiestas patronales a los Santos Cosme y Damián, la Virgen de los Dolores y al Cristo del Amparo.